# 畑中建人
畑中 建人（はたなか けんと、1998年5月11日 - ）は、日本のプロボクサー。愛知県名古屋市出身。元WBOアジアパシフィックフライ級王者。SOUL BOX畑中ボクシングジム所属。トレーナーは石原英康。

## 人物
父は元WBC世界スーパーバンタム級王者畑中清詞。
2022年に結婚。

## 来歴
中学2年からボクシングを始めて、中京高校に進学。
2016年11月27日、あいおいホールで村上貴秋とスーパーフライ級4回戦を戦い、初回1分43秒TKO勝ちを収めてデビュー戦を白星で飾った。

### WBC世界ユース王座獲得
2018年9月24日、武田テバオーシャンアリーナでアプリリャント・ルマーパサルとWBCユース世界フライ級王座決定戦を行い、5回1分56秒TKO勝ちを収め王座獲得に成功した。
2019年3月16日、岐阜メモリアルセンター「で愛ドーム」でペットソンセン・ロンリアングリーラ・コーラとWBCユース世界フライ級タイトルマッチを行い、8回1分44秒TKO勝ちを収め初防衛に成功した。
2019年8月24日、武田テバオーシャンアリーナでWBC世界ライトフライ級10位のジェイセバー・アブシードと対戦、試合はダウンの応酬となり、連続KOは9勝でストップしたが10回3-0（95-93、96-93、96-92）で判定勝ちを収めた。
2020年2月11日、刈谷市産業振興センターでローランド・ジョイ・ビエンディーマとWBCユース世界フライ級タイトルマッチを行い、2週間前に左肋骨を痛めた状態であったが10回3-0（99-90×2、98-91）で判定勝ちを収め、2度目の防衛に成功した。
2022年12月11日、武田テバオーシャンアリーナで浅海勝太とフライ級8回戦および1年3ヶ月ぶりの試合を行い、8回3-0（77-75×3）の判定勝ちを収めた。
2023年5月21日、パロマ瑞穂アリーナでタイフライ級3位のチャワドン・ムアンスックと対戦し、3回1分24秒KO勝ちを収めた。

### WBOアジア太平洋王座獲得
2023年9月9日、名古屋国際会議場イベントホールでWBOアジア太平洋フライ級3位の宝珠山晃とWBOアジア太平洋同級王座決定戦を行い、12回3-0（114-113、115-112×2）で判定勝ちを収め、王座を獲得した。
2024年8月12日、名古屋国際会議場イベントホールでWBOアジア太平洋フライ級2位のタナンチャイ・チャルンパックとWBOアジア太平洋同級タイトルマッチを行うも、プロキャリア初黒星となる12回0-2（112-116、113-115、114-114）の判定負けを喫し王座から陥落した。

### スーパーフライ級復帰
2025年4月5日、昭和スポーツセンターでウィルベルト・ベロンドとスーパーフライ級復帰戦となる同級10回戦を行い、6回2分48秒KO勝ちを収め再起を果たした。
2025年8月16日、露橋スポーツセンターでフィリピンスーパーフライ級2位のディオネル・ディオコスと同級10回戦を行い、10回3-0（100-90×2、99-91）の判定勝ちを収めた。

## 戦績
- プロボクシング - 18戦17勝（11KO）1敗

| 戦           | 日付           | 勝敗 | 時間    | 内容     | 対戦相手                                   | 国籍         | 備考                              |
| ------------ | -------------- | ---- | ------- | -------- | ------------------------------------------ | ------------ | --------------------------------- |
| 1            | 2016年11月27日 | ☆    | 1R 1:43 | TKO      | 村上貴秋（結花）                           | 日本         | プロデビュー戦                    |
| 2            | 2016年12月31日 | ☆    | 2R 1:03 | TKO      | 浅原幸裕（斉藤）                           | 日本         |                                   |
| 3            | 2017年5月20日  | ☆    | 3R 1:27 | TKO      | ワチャラポン・シットサイトーン             | タイ         |                                   |
| 4            | 2017年9月3日   | ☆    | 4R 2:25 | TKO      | チャンチャイ・サイトーンジム               | タイ         |                                   |
| 5            | 2018年3月31日  | ☆    | 5R 2:15 | TKO      | 松井謙太（三河）                           | 日本         |                                   |
| 6            | 2018年5月20日  | ☆    | 3R 0:40 | TKO      | ジャイペッチ・チャイヨンジム               | タイ         |                                   |
| 7            | 2018年9月24日  | ☆    | 5R 1:56 | TKO      | アプリリャント・ルマーパサル               | インドネシア | WBCユース世界フライ級王座決定戦   |
| 8            | 2019年3月16日  | ☆    | 8R 1:44 | TKO      | ペットソンセン・ロンリアングリーラ・コーラ | タイ         | WBCユース防衛1                    |
| 9            | 2019年7月20日  | ☆    | 1R 2:11 | KO       | トマス・トペ・フレク                       | インドネシア |                                   |
| 10           | 2019年8月24日  | ☆    | 10R     | 判定 3-0 | ジェイセバー・アブシード                   | フィリピン   |                                   |
| 11           | 2020年2月11日  | ☆    | 10R     | 判定 3-0 | ローランド・ジェイ・ビエンディーマ         | フィリピン   | WBCユース防衛2                    |
| 12           | 2021年9月5日   | ☆    | 8R      | 判定 3-0 | 須藤大介（三迫）                           | 日本         |                                   |
| 13           | 2022年12月11日 | ☆    | 8R      | 判定 3-0 | 浅海勝太（ハラダ）                         | 日本         |                                   |
| 14           | 2023年5月21日  | ☆    | 3R 1:24 | KO       | チャワドン・ムアンスック                   | タイ         |                                   |
| 15           | 2023年9月9日   | ☆    | 12R     | 判定 3-0 | 宝珠山晃（三迫）                           | 日本         | WBOアジア太平洋フライ級王座決定戦 |
| 16           | 2024年8月12日  | ★    | 12R     | 判定 0-2 | タナンチャイ・チャルンパック               | タイ         | WBOアジア太平洋陥落               |
| 17           | 2025年4月5日   | ☆    | 6R 2:48 | KO       | ウィルベルト・ベロンド                     | フィリピン   |                                   |
| 18           | 2025年8月16日  | ☆    | 10R     | 判定 3-0 | ディオネル・ディオコス                     | フィリピン   |                                   |
| テンプレート |                |      |         |          |                                            |              |                                   |

## 獲得タイトル
- WBC世界フライ級ユース王座（防衛2=返上）
- WBOアジア太平洋フライ級王座（防衛0）